# Абель Аларкон
Абель Аларкон де ла Пенья (ісп. Abel Alarcón de la Peña; 10 жовтня 1881, Ла-Пас, Болівія — 20 жовтня 1954, Буенос-Айрес, Аргентина) — болівійський політик, юрист, письменник, поет і перекладач. Його творчість охоплює різні жанри, включно з історичними працями та перекладами, політичними есе, а також поезією та фантастикою.

## Ранні роки
Народився 10 жовтня 1881 року в Ла-Пасі в сім'ї Бенедикто Аларкона, декана Вищого суду Ла-Паса, та Клементини де ла Пеньї. Освіту здобув в семінарії Ла-Паса, а потім навчався у Вищому університеті Сан-Андреса, де 1898 року здобув ступінь бакалавра мистецтв, 1900 року — бакалавра права і політичних наук, 1902 року — ліценціата права і політичних наук, а 1903 року — доктора права.

## Кар'єра
Почав кар'єру 1903 року, коли став редактором матеріалів Національного сенату. Член Ліберальної партії, з 1904 року був директором Публічної бібліотеки Ла-Паса. 1905 року став членом літературного гуртка «Palabras Libres», який раз на три тижні публікував шпальту в ранковій газеті «El Diario». Аларкон зосередив свої публікації на вивченні іспанської мови та на територіальній суперечці між Болівією та Парагваєм за регіон Чако. Крім того, разом з колегою-лібералом Хосе Луїсом Техадою Сорсано висвітлював нові авангардні літературні та художні твори з-за кордону.
1906 року призначений директором архіву в Міністерстві закордонних справ і пропрацював на цій посаді два роки, після чого призначений керівником консульського відділу до 1913 року. З червня 1916 року до серпня 1917 року був генеральним секретарем Вищого університету Сан-Андрес. За часів президентства Хосе Гутьєрреса Герри пішов у відставку, щоб стати помічником секретаря з питань громадської освіти при міністрі освіти Клаудіо Санхінесі.
З 1920-х до середини 1930-х років подорожував за кордоном, працюючи професором в університетах Сантьяго (1920—1922), США (1923—1925) та Австрії (1932—1934). 1935 року повернувся до Болівії. До своєї смерті в Буенос-Айресі 20 жовтня 1954 року обіймав посаду секретаря Болівійської академії мови.

## Публікації
- Alarcón, Abel (1904). Pupilas y cabelleras (ісп.). La Paz: Imp. y litografía artística.
- Alarcón, Abel (1905). Insomnio (ісп.). Impr. Velarde.
- Alarcón, Abel (1906). De mi tierra y de mi alma (ісп.). La Paz: Imp. Velarde.
- Alarcón, Abel (1909). El Imperio del Sol: Canto a la confraternidad de Hispano-América y homenaje al pueblo de la Paz en el centenario de la independencia (ісп.). Santiago: Impr. La Ilustración.
- Alarcón, Abel (1919). Relicario (ісп.). La Paz: González y Medina.
- Alarcón, Abel (1926). California la bella (ісп.). Madrid: Renacimiento.
- Alarcón, Abel (1929). En la corte de Yahuar-huacac: novela original incaica (ісп.). Valparaíso: Editorial Nascimento.
- Alarcón, Abel (1935). Érase una vez: historia novelada de la Villa Imperial de Potosí (ісп.). Editorial Nascimento.
- Alarcón, Abel (1936). Cuentos del viejo Alto Perú (ісп.). Editorial Arno.
- Alarcón, Abel (1948). A los genios del Siglo de Oro (ісп.). Centenario.